# Forward Rate Agreement
In finanza, si definisce Forward Rate Agreement, o più semplicemente "FRA", quell'accordo che due soggetti stipulano in base al quale si trasferiscono reciprocamente dei flussi d'interessi correlati a cifre nominali mai effettivamente scambiate durante il rapporto. Infatti il rapporto viene risolto attraverso la via differenziale tra gli stessi. Sono degli strumenti finanziari derivati come gli swaps e futures così come da definizione e regolamentazione giuridica del D.Lgs. n.58 del 24 febbraio 1998 del TUF, art.1 comma 3.
Il soggetto che acquista un FRA, è tenuto, alla data di regolamento, a versare alla controparte una percentuale, preventivamente fissata alla data di stipulazione del contratto, del valore nominale, contro il pagamento della somma risultante dalla moltiplicazione di un secondo tasso variabile (spesso LIBOR o EURIBOR) e della medesima cifra nominale.
Viceversa, chi vende un FRA riceverà la somma prefissata, e verserà la somma ottenuta con il tasso variabile. Effettivamente, il flusso monetario che si verifica, è la differenza tra i due tassi.